# Louise Glover
Louise Glover (St Helens, 8 febbraio 1983) è una modella e fotografa britannica.
All'età di diciassette anni è stata una delle finaliste regionali di Miss Gran Bretagna, e due anni dopo ha rappresentato la Gran Bretagna al concorso Miss Terra 2002.
È apparsa sulla copertina di Playboy Vixens nel gennaio 2006, nella "Top 100 Sexiest Playboy Models" 2006 special edition ed ha vinto l'edizione speciale di Playboy: Model of the Year 2006;